# 웻즐스 프레즐

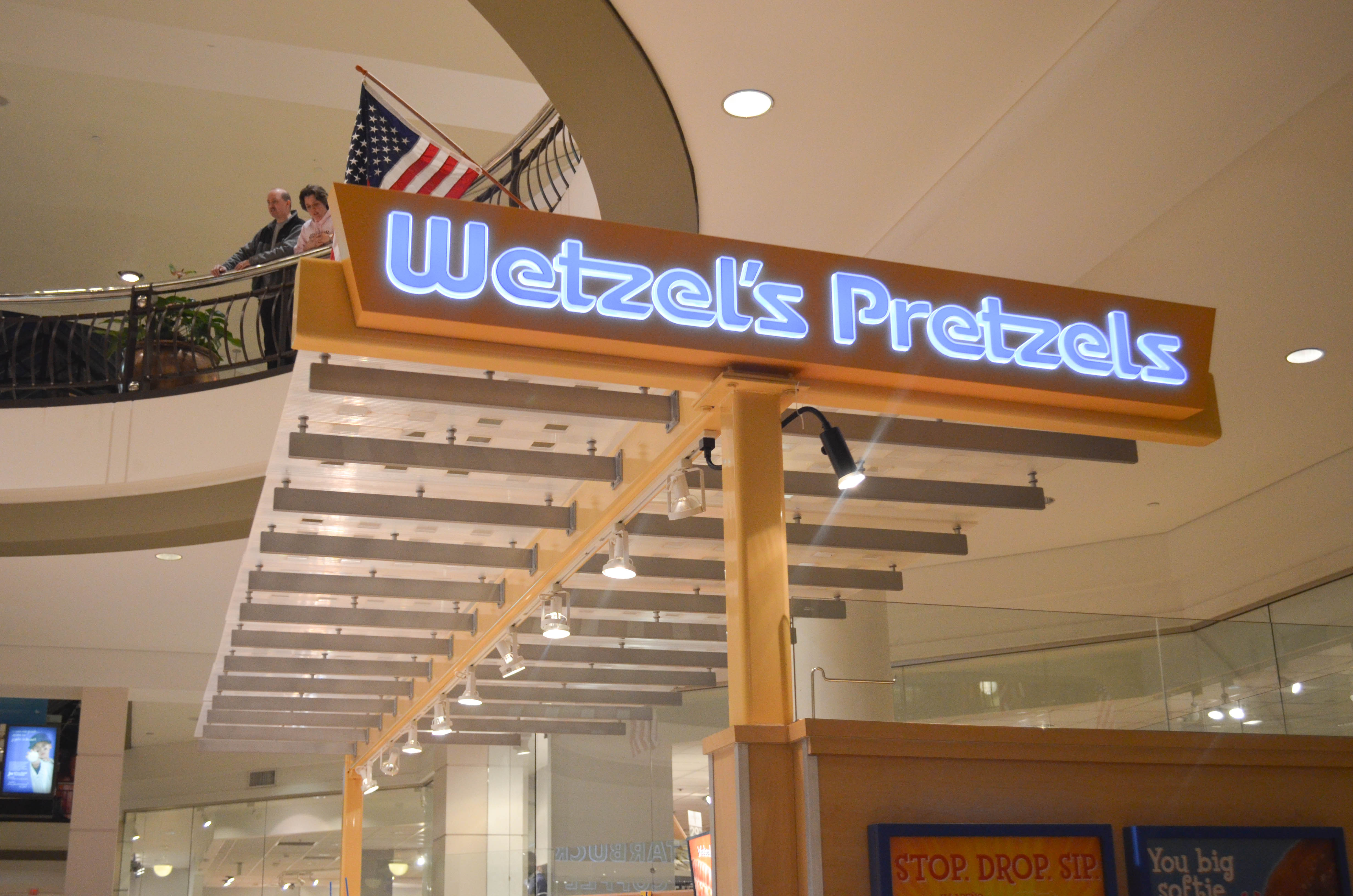
버지니아주에 있는 웻즐스 프레즐 점포

웻즐스 프레즐(Wetzel's Pretzels)은 미국의 브레첼 전문 체인 브랜드이다. 1994년에 캘리포니아주 패서디나에서 처음 시작하였으며, 현재 전 세계적으로 300여개의 지점을 운영하고 있다.
대한민국에는 2004년에 진출하여 서울특별시 서초구 센트럴시티에 첫 매장을 오픈하였다.